# Flash Elorde
Gabriel Elorde, detto Flash (Bogo, 25 marzo 1935 – 2 gennaio 1985), è stato un pugile filippino.
Mancino, è considerato tra i più grandi pugili delle Filippine assieme a Manny Pacquiao e Francisco Guilledo. Fu campione mondiale dei Pesi leggeri junior dal 1961 al 1967.

## Carriera
Iniziò la carriera pugilistica nei pesi piuma. Il 20 luglio 1955, a Manila, batté ai punti il campione del mondo della categoria Sandy Saddler in un match senza titolo in palio. Saddlers fu allora costretto a incontrarlo con il titolo in palio e, il 18 gennaio 1956, a Daly City, lo respinse per knock-out tecnico al 13º round.
Il 23 febbraio 1959, a Daly City, fu sconfitto dall'italiano Paolo Rosi, con una contrastata decisione ai punti al limite dei pesi leggeri. Nel marzo 1961, a Manila, batté ai punti in dieci riprese il campione italiano dei pesi piuma Giordano Campari.
In seguito Elorde combatté il match inaugurale per il titolo mondiale della categoria dei pesi leggeri junior contro l'italiano Sergio Caprari. Il 16 dicembre 1961 a Manila, batté il pugile di Civita Castellana (VT) per Kot alla prima ripresa e si aggiudicò il titolo mondiale. Dominò incontrastato tra i leggeri junior sino al 1967, respingendo l'assalto di ben sette sfidanti.
Tentò una prima volta la scalata alla cintura mondiale dei pesi leggeri, nel febbraio 1964, ma perse per Kot alla quattordicesima ripresa nel ring di Manila da Carlos Ortiz, già avversario di Duilio Loi.
Dopo aver battuto, a Quezon City, l'ex campione mondiale dei leggeri Ismael Laguna, sfidò nuovamente Ortiz per la cintura mondiale. Nel novembre 1966, al Madison Square Garden di New York, il portoricano stavolta lo mise KO al quattordicesimo round.
Fu costretto a consegnare la cintura mondiale dei leggeri junior nei guantoni del giapponese Yoshiaki Numata il 15 giugno 1967 al Ryōgoku Kokugikan di Tokyo ma con verdetto contrastato perché l'arbitro filippino Villacampa aveva dato il pari. Combatté ancora sino al 1971, quando appese i guantoni al chiodo.
Morì a soli cinquant'anni nel 1985. È sepolto al Manila Memorial Park.
La International Boxing Hall of Fame lo ha ammesso fra i più grandi pugili di ogni tempo. Nel 1994 la rivista The Ring lo ha collocato al 4º posto in una propria classifica dei migliori pesi leggeri junior della storia del pugilato. Nel  2002 la medesima rivista lo ha inserito al 78º posto in una propria classifica degli 80 migliori pugili degli ultimi 80 anni.
Suo nipote, Bai Elorde, è un pugile professionista.